# Potentilla longipes
Potentilla longipes är en rosväxtart som beskrevs av Carl Friedrich von Ledebour. Potentilla longipes ingår i Fingerörtssläktet som ingår i familjen rosväxter. Utöver nominatformen finns också underarten P. l. subpinnatifida.